# Светски дан телекомуникација и информационог друштва
Светски дан телекомуникација и информационог друштва је међународни дан који је у новембру 2006. године прогласила Опуномоћена конференција Међународне телекомуникационе уније у Анталији, Турска, који се обележава сваке године 17. маја.

## Историја
Овај дан је раније био познат као 'Светски дан телекомуникација' у знак сећања на оснивање Међународне уније за телекомуникације 17. маја 1865. Основала га је Конференција опуномоћеника у Малаги-Торемолиносу 1973. године.
Главни циљ дана био је подизање глобалне свести о друштвеним променама које доносе интернет и нове технологије. Такође има за циљ да помогне у смањењу дигиталног јаза.
Светски дан информационог друштва је међународни дан који је резолуцијом Генералне скупштине Уједињених нација проглашен 17. маја, након Светског самита о информационом друштву 2005. у Тунису.
У новембру 2006. године, Опуномоћена конференција ITU-а у Анталији, Турска, одлучила је да се оба догађаја прослављају 17. маја као Светски дан телекомуникација и информационог друштва.